# Симитлийци
Симитлийци (единствено число симитлиец, симитлийка) са жителите на град Симитли, България. Това е списък на най-известните от тях.

## Родени в Симитли
А – Б – В – Г – Д –
Е – Ж – З – И – Й —
К – Л – М – Н – О —
П – Р – С – Т – У —
Ф – Х – Ц – Ч – Ш —
Щ – Ю – Я

### Г
- Гергана Кирилова (р. 1972), българска състезателка по вдигане на тежести

### З
- Здравко Карадачки (р. 1983), български футболист

### К
- Костадин Джатев (р. 1932), български политик от БКП, член на ЦК на БКП

### Н
- Николай Кимчев (р. 1952), български артист, роден в Ораново

### Р
- Радослав Бачев (р. 1981), български футболист
- Радослав Кирилов (р. 1992), български футболист

### Ю
- Юлиан Ревалски (р. 1956), български математик

### Я
- Яне Маламов (1865 – 1925), български революционер, роден в Ораново

## Починали в Симитли
- Дойно Цонев Гърнев, български военен деец, майор, загинал през Междусъюзническа война[1]
- Петко Павлов Петков, български военен деец, капитан, загинал през Междусъюзническа война[2]
- Трайко Краля (1874 – 1911), български революционер

## Свързани със Симитли
- Николай Кашев (р. 1941), български художник и общественик, почетен гражданин на Симитли
- Мане Кльонков, български революционер от Ново село, Щипско, изселник в Симитли, активист в Спомагателната организация на ВМРО. Иван Михайлов пише: „винаги въ услуга на Дѣлото.“[3]
- Методи Стойнев (р. 1973), български футболист и футболен деятел